# TNCA MTW-1
El TNCA MTW-1 fue un monoplano de ala alta construido por la empresa mexicana Talleres Nacionales de Construcciones Aeronáuticas.

## Antecedentes
En 1933 los pilotos españoles Mariano Barberán y Joaquín Collar lograron hacer el Vuelo del Cuatro Vientos, un vuelo sin escalas entre Sevilla (España) y Camagüey (Cuba) en un avión Breguet XIX GR Super-Bidón. Tras ese viaje decidieron continuar hacia Ciudad de México haciendo escala en La Habana, sin embargo el avión desapareció cerca de Villahermosa, Tabasco y tras numerosas búsquedas entre las que participó el piloto mexicano Francisco Sarabia Tinoco con su compañía aérea “Transportes Aéreos de Chiapas”, sin embargo los restos no fueron encontrados.
Francisco Sarabia quiso regresar el gesto a los pilotos españoles haciendo un vuelo sin escalas entre México y España en una aeronave de fabricación nacional, para lo cual contó con el apoyo del gobierno mexicano y de los Talleres Nacionales de Construcciones Aeronáuticas.

## Diseño y desarrollo
Para construir el prototipo se usó el diseño de Mikhail T. Watter, un ingeniero ruso egresado del Colegio Imperial Técnico de Moscú y del Instituto Politécnico de Kiev, quien fue invitado a trabajar en TNCA por el general Azcárate, de hecho el nombre dado al avión (MTW-1) representa las iniciales del ingeniero ruso.
El diseño se trataba de un monoplano monomotor de ala alta con dos cabinas separadas y capacidad para 5,000 litros de combustible y 284 litros de aceite, pues era pensado para que fuera un “tanque de combustible volador” que pudiera cubrir una distancia de más de 8,000 kilómetros, suficientes para realizar un vuelo entre Mérida, Yucatán y Sevilla, España.
El avión comenzó a construirse en octubre de 1933 en los Talleres Nacionales de Construcciones Aeronáuticas de la Ciudad de México y dicho avión fue finalizado en junio de 1934y le fue puesta la matrícula XA-EXS, comenzando en ese mes las pruebas en tierra y en dichas pruebas fue dañado el tren de aterrizaje. La aeronave fue reparada y pudo realizar su primer vuelo el 28 de junio de 1934, sin embargo, el 5 de julio del mismo año fue dañado nuevamente el tren de aterrizaje tras aterrizar en el Campo Balbuena.
Los planes para el vuelo México-España fueron retrasados por diferencias entre el piloto Francisco Sarabia y Mikhai Watter, pues el primero afirmaba que el avión tendía a clavarse, se inclinaba mucho a la izquierda y era difícil mantenerlo estable, mientras que el ingeniero ruso se quejaba de la falta de experiencia y pericia del piloto mexicano.

## Fin del proyecto
Para octubre de 1935, el gobierno mexicano encabezado por Lázaro Cárdenas toma posesión de los restos de la aeronave, pues dicho gobierno había contribuido con $60,000°° pesos ($16,700°° dólares de la época, unos $320,000°° dólares actuales) para la construcción de la aeronave, dicha construcción se mantuvo mucho tiempo en secreto, hasta que el avión fue desmantelado en los TNCA y su motor fue utilizado para ser la planta motriz de un Corsario Azcárate.

## Especificaciones
Datos de Mexican military aviation history
Características generales
- Tripulación: 2
- Longitud: 9.85 m (32 ft 3.8 in)
- Envergadura: 16.68 m (54 ft 8.7 in)
- Altura: 2.8 m (9 ft 2.2 in)
- Peso seco: 1,620 kg (3,571 lb)
- Peso máximo al despegue: 5,597 kg (12,339 lb)
- Carga útil: 380 kg (838 lb), incluyendo tripulación
- Capacidad de combustible: 5,000 litros (1,321 U.S. Gal; 1,100 U.K. Gal; 3,380 kg; 7,452 lb)
- Capacidad de aceite: 284 litros (75 U.S. Gal; 62 U.K. Gal; 255 kg; 562 lb)
- Planta motriz: 1 × Pratt & Whitney R-1340-16 Wasp, 550 HP (410 kW)

Rendimiento
- Velocidad crucero: 200 km/h (108 kn; 124 MPH)
- Velocidad máxima: 270 km/h (146 kn; 168 MPH)
- Techo de vuelo: 6,096 m (20,000 ft)
- Alcance máximo: 11,600 km (6,263 NM; 7,208 MI)
- Autonomía: 70 horas